# Championnats d'Europe de gymnastique rythmique 1992
Navigation
Édition précédente Édition suivante
Les championnats d'Europe de gymnastique rythmique 1992, huitième édition des championnats d'Europe de gymnastique rythmique, ont eu lieu en 1992 à Stuttgart, en Allemagne.